# Енгін Верел
Енгін Верел (тур. Engin Verel; нар. 15 вересня 1956, Стамбул, Туреччина) — турецький футболіст, нападник та півзахисник.

## Клубна кар'єра
Народився в Стамбулі, вихованець місцевого клубу «Давутпаша». У 1973 році юний Енгін перейшов у клуб турецької Суперліги «Галатасарай». Через два роки перейшов до найпринциповішого суперника «Галатасарая», стамбульського «Фенербахче». У команді провів чотири роки. У «Фенербахче» швидко став основним гравцем, а в 1978 році допоміг команді виграти турецький чемпіонат. Наступного року разом з командою виграв Кубок Туреччини.
У 1979 році виїхав до Німеччини, де підписав контракт з берлінською «Гертою». Однак в команді стати основним гравцем стати не зумів, наступного перейшов в «Андерлехт». У Бельгії разом з командою виграв національний чемпіонат, але через величезну конкуренцію в атакувальній ланці «Андерлехту», через що зіграв 3 поєдинки в клубі.
У 1981 році підписав контракт з французьким «Ліллем». У своєму дебютному сезоні в Лізі 1 став основним футболістом, відзначився 13 голами в 31 матчі. Наступний сезон провів не настільки яскраво, відзначився 2-а голами у французькому чемпіонаті. Після цього повернувся у «Фенербахче», де виступав до завершення футбольної кар'єри у 1986 році.

## Кар'єра в збірній
Провів 5 поєдинків за юнацьку збірну Туреччини U-18. У 18 річному віці вперше вийшов на поле у футболці молодіжної збірної Туреччини, у складі якої провів 3 поєдинки. З 1974 по 1982 рік грав за національну збірну Туреччини, за яку провів 27 поєдинків.

## Статистика виступів

### Клубна
| Професіональна кар'єра      | Професіональна кар'єра | Національний чемпіонат | Національний чемпіонат | Національний чемпіонат | Національний кубок | Національний кубок | Національний кубок | Єврокубки | Єврокубки | Єврокубки | Загалом | Загалом |
| Сезон                       | Клуб                   | Чемпіонат              | Матчі                  | Голи                   | Кубок              | Матчі              | Голи               | Єврокубки | Матчі     | Голи      | Матчі   | Голи    |
| --------------------------- | ---------------------- | ---------------------- | ---------------------- | ---------------------- | ------------------ | ------------------ | ------------------ | --------- | --------- | --------- | ------- | ------- |
| 1973–74                     | «Галатасарай»          | Суперліга              | 15                     | 0                      | Кубок Туреччини    | ?                  | ?                  | Європа    | ?         | ?         | ?       | ?       |
| 1974–75                     | «Галатасарай»          | Суперліга              | 27                     | 2                      | Кубок Туреччини    | ?                  | ?                  | Європа    | ?         | ?         | ?       | ?       |
| Загалом                     | Загалом                | -                      | 29                     | 2                      | -                  | ?                  | ?                  | -         | -         | -         | ?       | ?       |
| 1975–76                     | «Фенербахче»           | Суперліга              | 24                     | 4                      | Кубок Туреччини    | ?                  | ?                  | Європа    | 2         | 1         | ?       | ?       |
| 1976–77                     | «Фенербахче»           | Суперліга              | 26                     | 3                      | Кубок Туреччини    | 26                 | 3                  | Європа    | ?         | ?         | ?       | ?       |
| 1977–78                     | «Фенербахче»           | Суперліга              | 28                     | 5                      | Кубок Туреччини    | ?                  | ?                  | Європа    | ?         | ?         | ?       | ?       |
| 1978–79                     | «Фенербахче»           | Суперліга              | 26                     | 3                      | Кубок Туреччини    | ?                  | ?                  | Європа    | ?         | ?         | ?       | ?       |
| Загалом                     | Загалом                | -                      | 104                    | 15                     | -                  | ?                  | ?                  | -         | -         | -         | ?       | ?       |
| 1979–80                     | «Герта» (Берлін)       | Бундесліга             | 5                      | 0                      | Кубок Німеччини    | -                  | -                  | Європа    | -         | -         | 5       | 0       |
| Загалом                     | Загалом                | -                      | 5                      | 0                      | -                  | -                  | -                  | -         | -         | -         | 5       | 0       |
| 1980–81                     | «Андерлехт»            | Ліга Жупіле            | 3                      | 0                      | Кубок Бельгії      | -                  | -                  | Європа    | -         | -         | 3       | 0       |
| Загалом                     | Загалом                | -                      | 3                      | 0                      | -                  | -                  | -                  | -         | -         | -         | 3       | 1       |
| 1981–82                     | «Лілль»                | Ліга 1                 | 31                     | 13                     | Кубок Франції      | ?                  | ?                  | Європа    | ?         | ?         | ?       | ?       |
| 1982–83                     | «Лілль»                | Ліга 1                 | 26                     | 2                      | Кубок Франції      | ?                  | ?                  | Європа    | ?         | ?         | ?       | ?       |
| Загалом                     | Загалом                | -                      | 57                     | 15                     | -                  | ?                  | ?                  | -         | ?         | ?         | ?       | ?       |
| 1983–84                     | «Фенербахче»           | Суперліга              | 18                     | 0                      | Кубок Туреччини    | ?                  | ?                  | Європа    | 2         | 0         | ?       | ?       |
| 1984–85                     | «Фенербахче»           | Суперліга              | 7                      | 1                      | Кубок Туреччини    | ?                  | ?                  | Європа    | ?         | ?         | ?       | ?       |
| 1985–86                     | «Фенербахче»           | Суперліга              | 15                     | 0                      | Кубок Туреччини    | ?                  | ?                  | Європа    | ?         | ?         | ?       | ?       |
| Загалом                     | Загалом                | -                      | 40                     | 1                      | -                  | ?                  | ?                  | -         | -         | -         | ?       | ?       |
| Оновлено 7 грудня 2010 року |                        |                        |                        |                        |                    |                    |                    |           |           |           |         |         |

## Досягнення
«Галатасарай»
- Кубок Прем'єр-міністра Туреччини
  -  Володар (1): 1974/75

«Фенербахче»
- Суперліга Туреччини
  -  Чемпіон (2): 1977/78, 1984/85
- Кубок Туреччини
  -  Володар (1): 1978/79
- Кубок Турецької Асоціації спортивних журналістів
  -  Володар (3): 1975/1976, 1976/1977, 1978/1979
- Кубок Донамна
  -  Володар (2): 1983/84, 1984/85

«Андерлехт»
- Ліга Жупіле
  -  Чемпіон (1): 1980/81